# Gelis anatolicus
Gelis anatolicus là một loài tò vò trong họ Ichneumonidae.